# Arcygobius baliurus
 Arcygobius baliurus  es una especie de peces de la familia de los Gobiidae en el orden de los Perciformes.

## Morfología
Los machos pueden llegar a alcanzar los 10,2 cm de longitud total.

## Hábitat
Es un pez de clima tropical y demersal. 

## Distribución geográfica
Se encuentra en las Filipinas, las Seychelles, Tailandia